# Коло Бродгара
Ко́ло Бродга́ра (англ. Ring of Brodgar, Ring o' Brodgar або Brogar) — хендж та кам'яне коло (кромлех) доби неоліту на острові Мейнленд, найбільшому з Оркнейських островів у Шотландії, розташований на вузькому перешийку між озерами Стеннес і Гаррей. Разом з іншими пам'ятками неоліту на Оркнейських островах входить до списку Світової спадщини ЮНЕСКО, зокрема біля кола розташовані Несс Бродгара (на відстані до 1 км) і Мегаліти Стеннеса (1,2 км).
Коло Бродгара ймовірно було збудовано між 2500 і 2000 роками до н. е. (тобто він є останнім із неолітичних монументів на перешийку), але точний вік цієї масштабної мегалітичної споруди невідомий, оскільки детальних археологічних досліджень його не проводилося. Раніше по колу майданчика діаметром 104 м стояли 60 мегалітів, але до наших днів збереглося тільки 27 із них. Мегаліти розташовані уздовж рову 3 м завглибшки, 9 м завширшки і 380 м завдовжки, висіченому у м'якому пісковику. На відміну від більшості інших подібних споруд, усередині зовнішнього кола мегалітів немає. Коло Бродгара — третє за розміром (хоча і незначно поступається найбільшим двом) та найпівнічніше кам'яне коло на Британських островах.
Відомі деякі подробиці ритуалу, який виконувався на цій ділянці в дохристиянську і ранню християнську епоху. Можливо, проте, що він не має ніякого відношення до будівельників комплексу. Згідно зі збіркою легенд Блека (G.F.Black, 1903) цей монумент називався храмом Сонця. У нім здійснювалася друга (чоловіча) частина трьохетапного обряду заручення.

## Ресурси Інтернету
- The Ring o' Brodgar, Stenness [Архівовано 15 липня 2017 у Wayback Machine.] Orkneyjar.com
- Фотографії кола Бродгара [Архівовано 13 березня 2007 у Wayback Machine.] Flickr.com